# Mallory Jansen
Mallory Jansen (ur. 18 czerwca 1989 w Melbourne) – amerykańska aktorka, która wystąpiła m.in. w serialach Agenci T.A.R.C.Z.Y., Galavant i Shooter.

## Filmografia
| Rok     | Tytuł                         | Rola                                  | Uwagi              |
| ------- | ----------------------------- | ------------------------------------- | ------------------ |
| 2012    | Howzat! Kerry Packer's War    | Sharon                                | miniserial         |
| 2013    | Mr & Mrs Murder               | Rachel Glass                          | 1 odc.             |
| 2013    | Twentysomething               | Kelly                                 | 1 odc.             |
| 2014    | INXS: Never Tear Us Apart     | Helena Christensen                    | miniserial         |
| 2014    | Dzidzitata                    | Georgie Farlow                        | 4 odc.             |
| 2014    | Young & Hungry                | Caroline Penelope Huntington          | 6 odc.             |
| 2015–16 | Galavant                      | królowa Madalena                      | gł. rola; 18 odc.  |
| 2016–17 | Agenci T.A.R.C.Z.Y.           | AIDA / Madame Hydra / Agnes Kitsworth | 19 odc.            |
| 2017    | Nie ma lekko                  | Nina                                  | 2 odc.             |
| 2018    | Tacy jesteśmy                 | Emma Wade                             | 1 odc.             |
| 2018    | Shooter                       | Margo                                 | 4 odc.             |
| 2020    | On the 12th Date of Christmas | Jennifer Holloway                     | film TV            |
| 2021    | Her Pen Pal                   | Victoria                              | film TV            |
| 2021    | Wielki skok                   | Monica Sullivan                       | serial; gł. obsada |
| 2022    | Francesca Quinn, PI           | Frankie Quinn                         | film TV            |